# Emma Zöllner
Emma Zöllner (née le 30 novembre 1827, morte en 1910 à Vienne) est une actrice et chanteuse autrichienne.

## Biographie
Emma Zöllner est membre de la famille Zöllner, la plus jeune fille de Philipp Zöllner (né le 7 septembre 1785 à Pest, mort après 1852 à Vienne) et sœur de l'actrice Elise Zöllner, devenue célèbre dans les pièces de Johann Nestroy. Ses autres sœurs sont les chanteurs et actrices Katharina, Marie, Christine et Josephine, ainsi que les frères Ferdinand et Friedrich, qui sont également acteurs ; le nom d'un frère devenu médecin a disparu.
Elle joue d'abord sur des scènes provinciales, comme Linz ou Lemberg. À Vienne, elle est une soubrette célèbre du public au Carltheater et au Treumann-Theater jusqu'en 1862. Cependant, à ses débuts, on la confond avec sa sœur. Elle épouse le rentier Alexander Biedermann et se retire de la scène. En 1875, Emma se produit de nouveau au Komische Oper am Ring, mais seulement pour une courte période. À partir de 1876, elle devient enseignante en formation dramatique pour de jeunes actrices. Son mari meurt en 1877 et elle reste veuve à Vienne jusqu'à sa mort.
L'un de ses rôles les plus célèbres est celui de Zilli dans Die Frau Wirthin (1856) de Friedrich Kaiser. Avec le comédien Alois Grois, elle présente en quelques pièces le duo populaire de contrastes de l'homme âgé et de la jeune femme, entre autres dans Die schwarze Frau (1851, en tant que Barnabas Haberstroh et sa pupille Nanette) de Carl Meisl, dans les pièces Der gutmüthige Teufel (1851) et Kampl (1853, comme Bernhard Brunner et sa fille adoptive Netti), deux pièces de Johann Nestroy.

## Source de la traduction
- (de) Cet article est partiellement ou en totalité issu de l’article de Wikipédia en allemand intitulé « Emma Zöllner » (voir la liste des auteurs).